# Karsten Ayong
Bastian Karsten Ayong (ur. 20 stycznia 1998 w Ombessie) – czeski piłkarz kameruńskiego pochodzenia występujący na pozycji napastnika w klubie FK Dukla Praga.

## Kariera klubowa
Grę w piłkę nożną rozpoczął w wieku 6 lat w szkółce piłkarskiej Guienekoue d’Ombessa z rodzinnego miasta Ombessa w środkowym Kamerunie. Po przeprowadzce do Czech trenował w SK Hostivař, ABC Braník, Slavii Praga, Dynamie Czeskie Budziejowice oraz w 1. FK Příbram. W sezonie 2015/16 wystąpił w barwach tego klubu w Lidze Młodzieżowej UEFA, w której rozegrał 6 spotkań i zdobył 1 gola w meczu przeciwko SL Benfica. 4 grudnia 2016 zadebiutował w Fortuna:Lidze w spotkaniu z FK Mladá Boleslav (2:2) i rozpoczął od tego momentu regularne występy. W sezonie 2016/17 spadł z 1. FK Příbram z czeskiej ekstraklasy, by powrócić do niej po roku gry na poziomie FNL.
Latem 2018 roku odbył testy w Sheffield United, a następnie w Piaście Gliwice prowadzonym przez Waldemara Fornalika, po których został wypożyczony na okres jednego roku. W sezonie 2018/19 zaliczył 1 występ w Ekstraklasie w meczu z Koroną Kielce (0:1) oraz 2 spotkania w Pucharze Polski, w których zdobył 1 bramkę. Po zakończeniu rundy jesiennej odszedł z klubu. W styczniu 2019 roku podpisał dwuipółletni kontrakt z DAC 1904 Dunajská Streda. W Fortuna Lidze rozegrał 1 mecz w przegranym 1:3 spotkaniu przeciwko Spartakowi Trnawa. Po sezonie 2018/19 za obopólną zgodą rozwiązał swoją umowę.

## Kariera reprezentacyjna
W 2017 roku zaliczył 2 spotkania w reprezentacji Czech U-20.

## Życie prywatne
W 2009 roku przeniósł się do Pragi w Czechach, gdzie mieszkała jego matka i ojczym. W 2012 roku przeprowadził się do Czeskich Budziejowic. Posiada obywatelstwo Czech i Kamerunu.